# Gotvand
Gotvand (persiska: گتوند) är en ort i Iran.   Den ligger i provinsen Khuzestan, i den centrala delen av landet, 500 km sydväst om huvudstaden Teheran. Gotvand ligger 71 meter över havet och antalet invånare är 21 428.
Terrängen runt Gotvand är platt åt sydväst, men åt nordost är den kuperad.Runt Gotvand är det ganska tätbefolkat, med 80 invånare per kvadratkilometer. Gotvand är det största samhället i trakten. Trakten runt Gotvand består till största delen av jordbruksmark.